# Stivi Frashëri
Stivi Frashëri (Korçë, 29 de agosto de 1990) es un futbolista albanés que juega de portero en el KF Liria de la Superliga de Kosovo.

## Selección nacional
Frashëri fue internacional sub-17, sub-19 y sub-21 con la selección de fútbol de Albania.

## Clubes
| Club             | País           | Año       |
| ---------------- | -------------- | --------- |
| Aris Salónica    | Grecia         | 2009-2010 |
| KS Bylis Ballsh  | Albania        | 2010-2014 |
| KF Tirana        | Albania        | 2014-2015 |
| KS Bylis Ballsh  | Albania        | 2016      |
| Flamurtari Vlorë | Albania        | 2016-2017 |
| FK Kukësi        | Albania        | 2017-2019 |
| KF Teuta Durrës  | Albania        | 2019-2021 |
| FC Ballkani      | Kosovo         | 2021-2023 |
| Jeddah Club      | Arabia Saudita | 2023-2024 |
| KF Liria         | Kosovo         | 2024-     |

## Palmarés

### Títulos nacionales
| Título               | Club            | País    | Año  |
| -------------------- | --------------- | ------- | ---- |
| Copa de Albania      | FK Kukësi       | Albania | 2019 |
| Copa de Albania      | KF Teuta Durrës | Albania | 2020 |
| Supercopa de Albania | KF Teuta Durrës | Albania | 2020 |